# فهرست بلندترین ساختمان‌ها در فیلادلفیا

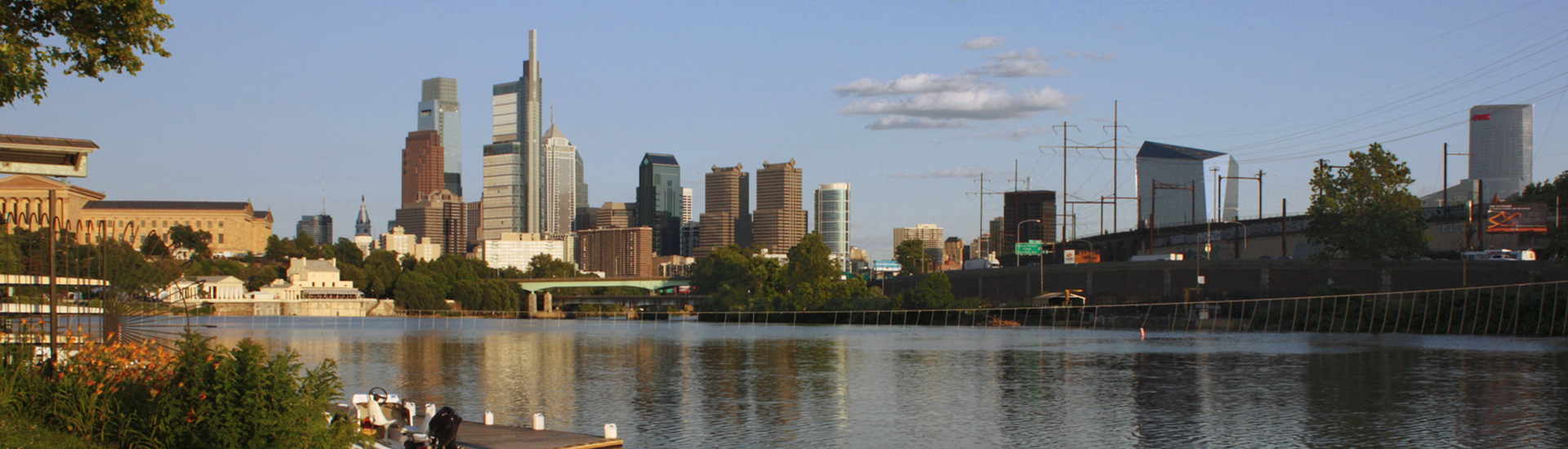
نمای خط افق فیلادلفیا از بوت‌هاوس رو، ۲۰۱۹ (نسخهٔ حاشیه‌نویسی‌شده)

در فیلادلفیا، بزرگ‌ترین شهر در ایالت پنسیلوانیا، بیش از ۳۰۰  ساختمان بلندمرتبهٔ کامل‌شده با ارتفاعی تا ۱۰۱ متر (۳۳۱ فوت) و ۵۶ آسمان‌خراش به ارتفاع ۱۰۱ متر (۳۳۱ فوت) یا بلندتر است که از میان آن‌ها ۳۲ ساختمان دارای ارتفاعی برابر با ۱۲۲ متر (۴۰۰ فوت) یا بیشتر بوده و در این صفحه فهرست شده‌اند. تا سال ۲۰۱۹، بلندترین ساختمان این شهر، ساختمان ۶۰ طبقهٔ مرکز فن‌آوری کامکست در مرکز شهر بوده‌است که در ۲۷ نوامبر ۲۰۱۷ به ارتفاع ۳۵۱ متر (۱٬۱۵۰ فوت) رسید و در سال ۲۰۱۸ فرآیند ساخت آن پایان یافت. مرکز فناوری کامکست بلندترین ساختمان در ایالات متحده و در خارج از منهتن و شیکاگو است و اکنون به‌عنوان چهاردهمین ساختمان بلند در ایالات متحده فهرست شده‌است. دومین ساختمان بلند در فیلادلفیا ساختمان ۵۸ طبقهٔ برج کامکست با ارتفاع ۲۹۷ متر (۹۷۴ فوت)است و سومین ساختمان بلند در این شهر نیز لیبرتی پلیس است که درای ۶۱ طبقه و ارتفاعی برابر با ۲۸۸ متر (۹۴۵ فوت) است. لیبرتی پلیس برای بیش از ۲۰ سال و تا پیش از اتمام فرآیند ساخت برج کامکست در سال ۲۰۰۸، بلندتری ساختمان پنسیلوانیا بود. به‌طور کلی، از میان ۱۰ ساختمان از بلندترین ساختمان‌ها در پنسیلوانیا هفت ساختمان در فیلادلفیا، و باقی آن‌ها در پیتسبرگ قرار دارند. فیلادلفیا یکی از پنج شهر ایالات متحده است که دست کم دارای دو ساختمان کامل‌شده با ارتفاع بیش از ۹۰۰ فوت (۲۷۴ متر) است؛ چهار شهر دیگر در این گروه نیز شامل نیویورک، شیکاگو، هیوستون و لس آنجلس هستند.
به‌طور کلی این‌طور تصویر می‌شودکه تاریخ ساختمان‌های بلندمرتبه در فیلادلفیا در سال ۱۷۵۴ با افزوده‌شدن یک دکل به کلیسای کرایست، که یکی از نخستین سازه‌های بلندمرتبهٔ ایالات متحدهٔ آمریکا بوده‌است، آغاز شده‌است. در بیشتر سال‌های سدهٔ ۲۰ میلادی، یک «توافق شفاهی» مانع از احداث ساختمان‌هایی بلندتر از تالار شهر فیلادلفیا، با ارتفاع ۱۶۷ متر (۵۴۸ فوت) می‌شد. با این وجود، فیلادلفیا مجموعهٔ بزرگی از ساختمان‌های بلند را در خود داشت. پایان فرآیند ساخت ساختمان لیبرتی پلیس در سال ۱۹۸۷ منجر به فسخ توافقنامه شد و از آن زمان تاکنون یازده آسمان‌خراش در فیلادلفیا ساخته شده‌است که از تالار شهر فیلادلفیا مرتفع‌تر هستند.
ساختمان‌های فیلادلفیا تاکنون دو بار جایگاه بلندترین ساختمان‌های آمریکای شمالی را از آن خود کرده‌اند؛ نخستین بار با کلیسای کرایست، و سپس با تالار شهر. تالار شهر فیلادلفیا از ۱۸۹۴ تا ۱۹۰۸ به‌عنوان بلندترین ساختمان جهان شناخته می‌شد و اکنون نیز دومین ساختمان بلند سنگ‌تراشی‌شدهٔ جهان است که تنها ۰٫۴۹ متر (۱٫۶ فوت) کوتاه‌تر از ساختمان مول آنتونلیانا در تورین است. همانند سایر شهرهای بزرگ ایالات متحده، فیلادلفیا نیز در دهه‌های ۱۹۷۰ و ۱۹۸۰ جهش عظیمی در ساخت‌وساز را تجربه کرده‌است که منجر به تکمیل فرآیند ساخت ۲۰ آسمان‌خراش به ارتفاع ۱۰۱ متر (۳۳۰ فوت) یا بلندتر شده‌است.
تا سال ۲۰۲۱، سه پروژهٔ احداث ساختمان‌های بلندمرتبه در فیلادلفیا فعال بوده‌اند. انتظار می‌رود که پروژه‌های آرتائوس و لورل در سال ۲۰۲۱ تکمیل شوند.  ساختمان ۲۲۲۲ مارکت استریت نیز در سال ۲۰۲۲ تکمیل خواهد شد.

## بلندترین ساختمان‌ها

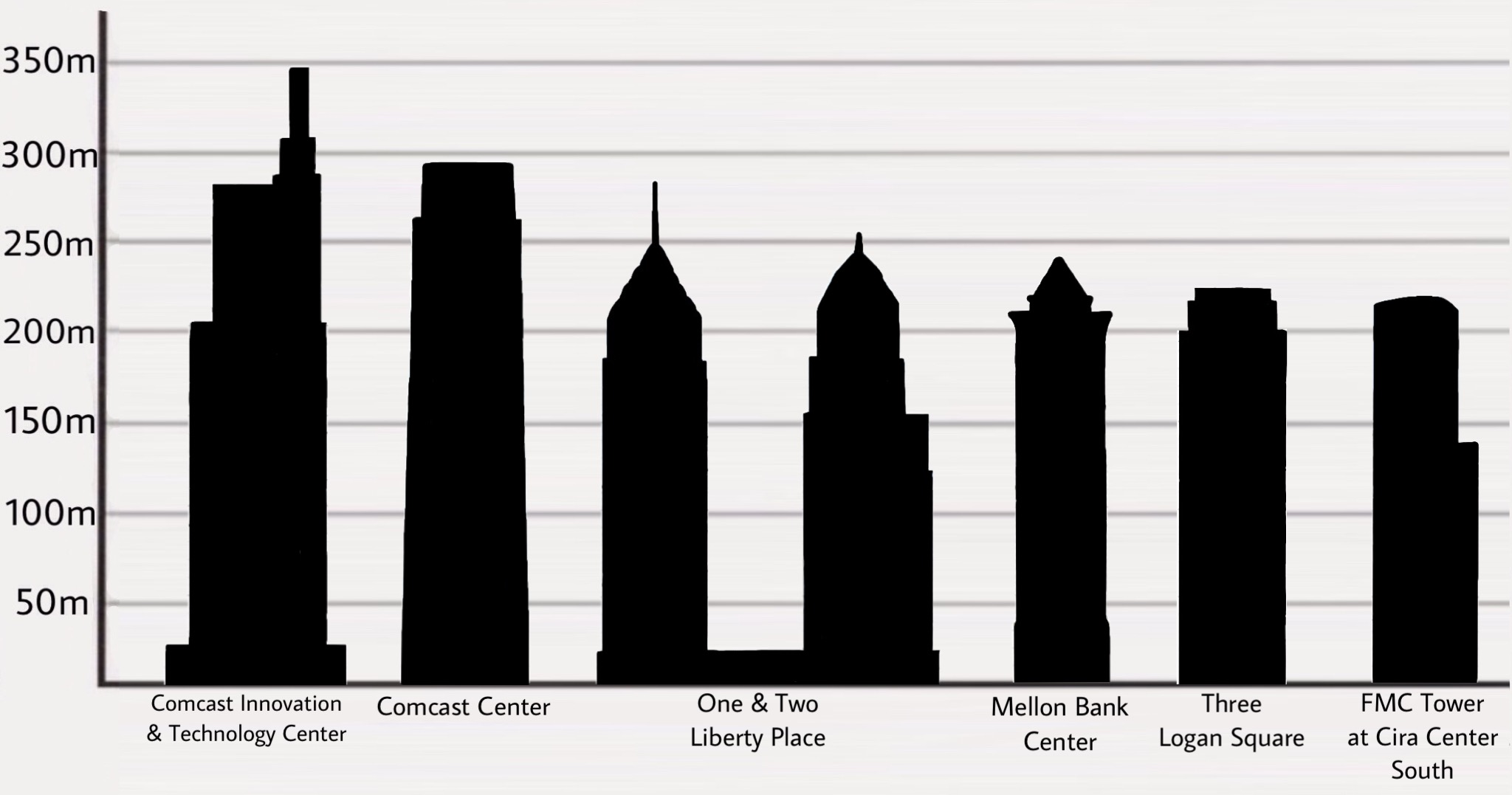
مقایسه هفت آسمان‌خراش بلند فیلادلفیا

این فهرست آسمان‌خراش‌های کامل‌شده و آسمان‌خراش‌هایی در مرکز شهر فیلادلفیا را که به بیشترین ارتفاع برنامه‌ریزی‌شدهٔ خود رسیده‌اند، و دست کم دارای ارتفاع ۱۲۲ متر (۴۰۰ فوت) هستند، از جمله مناره‌ها و جزئیات معماری ساختمان‌ها، اما به‌جز دکل‌های آنتن، بر پایهٔ مقیاس‌های استاندارد ارتفاع رتبه‌بندی می‌کند. علامت مساوی (=) پس از رتبهٔ ساختمان نشانگر این است که ارتفاع دو یا چند ساختمان با یکدیگر برابر است. ستون «سال» نشانگر سال کامل‌شدن فرآیند احداث ساختمان است. تنها ساختمان تخریب‌شده‌ای که شایستهٔ قرار گرفتن در این فهرست بوده‌است، ساختمان وان مریدین پلازا با ارتفاع ۱۵۰ متر (۴۹۲ فوت) است که در سال ۱۹۹۹ تخریب شد.
| رتبه | نام                                     | تصویر | ارتفاع متر (پا) | طبقات | سال  | نشانی                           | توضیحات |
| ---- | --------------------------------------- | ----- | --------------- | ----- | ---- | ------------------------------- | --- |
| ۱    | مرکز فن‌آوری کامکست                      |       | ۳۴۲ (۱٬۱۲۱)     | ۶۰    | ۲۰۱۸ | خیابان آرک، ۱۸۰۰                | گودبرداری در ژوئیه ۲۰۱۴؛ رسیدن به بیشینهٔ ارتفاع در ۲۷ نوامبر ۲۰۱۷؛ بلندترین ساختمان کنونی پنسیلوانیا و بلندترین ساختمان ایالات متحده خارج از منهتن و شیکاگو، چهاردهمین ساختمان بلند در ایالات متحده: گشایش برای کارکنان در ژوئیهٔ ۲۰۱۸ و برای عموم در اکتبر ۲۰۱۸.                                                                            |
| ۲    | برج کامکست                              |       | ۲۹۷ (۹۷۴)       | ۵۸    | ۲۰۰۸ | بلوار جان اف. کندی، ۱۷۰۱        | دومین ساختمان بلند در پنسیلوانیا؛ سی و یکمین ساختمان بلند در ایالات متحده؛ بلندترین ساختمان کامل‌شده در دههٔ ۲۰۰۰ در فیلادلفیا |
| ۳    | وان لیبرتی پلیس                         |       | ۲۸۸ (۹۴۵)       | ۶۱    | ۱۹۸۷ | خیابان مارکت، ۱۶۵۰              | نخستین آسمان‌خراش فیلادلفیا مرتفع‌تر از تالار شهر؛ سومین ساختمان بلند در ایالت؛ بیست و هشتمین ساختمان بلند در ایالات متحده؛ بلندترین ساختمان کامل‌شده در دههٔ ۱۹۸۰ در فیلادلفیا |
| ۴    | تو لیبرتی پلیس                          |       | ۲۵۸ (۸۴۸)       | ۵۸    | ۱۹۹۰ | خیابان چست‌نات، ۱۶۰۱             | چهل و هشتمین ساختمان بلند در ایالات متحده؛ بلندترین ساختمان کامل‌شده در دههٔ ۱۹۹۰ در فیلادلفیا |
| ۵    | بی‌ان‌وای ملون سنتر                       |       | ۲۴۱ (۷۹۲)       | ۵۴    | ۱۹۹۰ | خیابان مارکت، ۱۷۳۵              | شصت و سومین ساختمان بلند در ایالات متحده؛ شناخته‌شده با نام ناین پن سنتر |
| ۶    | تری لوگان اسکوئر                        |       | ۲۲۵ (۷۳۹)       | ۵۵    | ۱۹۹۱ | خیابان آرک، ۱۷۱۷                | صد و دوازدهمین ساختمان بلند در ایالات متحده؛ با نام‌های پیشین برج بل آتلانتیک و برج وریزون |
| ۷    | برج اف‌ام‌سی در سیرا سنتر ساوث            |       | ۲۲۴ (۷۳۶)       | ۴۹    | ۲۰۱۶ | خیابان والنات، ۲۹۲۹             | صد و بیست و یکمین ساختمان بلند در ایالات متحده؛ بلندترین ساختمان فیلادلفیا خارج از مرکز شهر |
| ۸    | ساختمان جی. فرد دی‌بونا جونیور           |       | ۱۹۱ (۶۲۵)       | ۴۵    | ۱۹۹۰ | خیابان مارکت، ۱۹۰۱              | با نام سابق برج بلو کراس-بلو شیلد و برج آی‌بی‌ایکس |
| ۹    | دبلیو هتل اند المنت اثر وستین فیلادلفیا |       | ۱۸۸ (۶۱۷)       | ۵۱    | ۲۰۲۰ | خیابان چست‌نات، ۱۴۴۱             | [ ۴۰ ] [ ۴۱ ] [ ۴۲ ] |
| ۱۰=  | وان کامرس اسکوئر                        |       | ۱۷۲ (۵۶۵)       | ۴۱    | ۱۹۸۷ | خیابان وست مارکت، ۲۰۰۵          | [ ۴۳ ] [ ۴۴ ] |
| ۱۰=  | تو کامرس اسکوئر                         |       | ۱۷۲ (۵۶۵)       | ۴۱    | ۱۹۹۲ | خیابان وست مارکت، ۲۰۰۱          | [ ۴۴ ] [ ۴۵ ] |
| ۱۲   | تالار شهر فیلادلفیا                     |       | ۱۶۷ (۵۴۸)       | ۹     | ۱۹۰۱ | میدان پن، ۱                     | سال رسمی تکمیل فرآیند احداث و انتقال مالکیت این ساختمان به دولت شهری، سال ۱۹۰۱ است؛ با این حال، این برج در سال ۱۸۹۴ به بلندترین ارتفاع خود رسید و بخشی از ساختمان تا سال ۱۹۰۱ مورد استفاده قرار گرفته بود که آن را به بلندترین ساختمان قابل سکونت در ایالات متحده و جهان از سال ۱۸۹۴ تا زمان کامل‌شدن ساختمان سینگر در سال ۱۹۰۸ تبدیل می‌کند. |
| ۱۳   | ساختمان‌های مسکونی در ریتز-کارلتون       |       | ۱۵۸ (۵۱۸)       | ۴۸    | ۲۰۰۹ | میدان ساوث پن، ۱۴۱۴             | بلندترین ساختمان مسکونی در فیلادلفیا |
| ۱۴   | ۱۸۱۸ مارکت استریت                       |       | ۱۵۲ (۵۰۰)       | ۴۰    | ۱۹۷۴ | خیابان مارکت، ۱۸۱۸              | بلندترین ساختمان کامل‌شده در دههٔ ۱۹۷۰ در فیلادلفیا |
| ۱۵   | هتل سنت جیمز                            |       | ۱۵۲ (۴۹۸)       | ۴۵    | ۲۰۰۴ | خیابان والنات، ۷۰۰              | بلندترین ساختمان در شرق خیابان برود |
| ۱۶   | لوز فیلادلفیا هتل                       |       | ۱۵۰ (۴۹۲)       | ۳۶    | ۱۹۳۲ | خیابان مارکت، ۱۲۰۰              | همچنین شناخته‌شده با نام پیشین ساختمان پی‌اس‌اف‌اس؛ بلندترین ساختمان هتل در فیلادلفیا، تا پیش از گشایش هتل فور سیزنز در مرکز فناوری کامکست؛ ارتفاع این ساختمان با احتساب ارتفاع آنتن، برابر با ۲۲۹ متر (۷۵۰ پا) است؛ زیربنای کلی ساختمان برابر با ۵۸٬۶۲۲٫۴ متر مربع (۶۳۱٬۰۰۶ فوت مربع) است.                                                     |
| ۱۷   | ساختمان بانک پی‌ان‌سی                     |       | ۱۵۰ (۴۹۱)       | ۴۰    | ۱۹۸۳ | خیابان مارکت، ۱۶۰۰              | [ ۶۲ ] [ ۶۳ ] |
| ۱۸=  | سنتر اسکوئر ۲                           |       | ۱۴۹ (۴۹۰)       | ۴۰    | ۱۹۷۳ | تقاطع خیابان‌های مارکت و پانزدهم | [ ۶۴ ] [ ۶۵ ] |
| ۱۸=  | فایو پن سنتر                            |       | ۱۴۹ (۴۹۰)       | ۳۶    | ۱۹۷۰ | خیابان مارکت، ۱۶۰۱              | [ ۶۶ ] [ ۶۷ ] |
| ۲۰   | مورانو                                  |       | ۱۴۵ (۴۷۵)       | ۴۳    | ۲۰۰۸ | خیابان مارکت، ۲۱۰۱              | [ ۶۸ ] [ ۶۹ ] [ ۷۰ ] |
| ۲۱   | وان ساوث برود                           |       | ۱۴۴ (۴۷۲)       | ۲۸    | ۱۹۳۲ | خیابان ساوث برود، ۱             | شناخته‌شده با نام‌های سابق ساختمان لینکلن-لیبرتی و ساختمان پی‌ان‌بی (بانک ملی فیلادلفیا) |
| ۲۲=  | ۲۰۰۰ مارکت استریت                       |       | ۱۳۳ (۴۳۵)       | ۲۹    | ۱۹۷۳ | خیابان مارکت، ۲۰۰۰              | [ ۷۳ ] [ ۷۴ ] |
| ۲۲=  | تو لوگان اسکوئر                         |       | ۱۳۳ (۴۳۵)       | ۳۵    | ۱۹۸۷ | خیابان هجدهم شمالی، ۱۰۰         | [ ۷۵ ] [ ۷۶ ] |
| ۲۴   | سیرا سنتر                               |       | ۱۳۲ (۴۳۴)       | ۲۸    | ۲۰۰۵ | تقاطع خیابان‌های سی‌ام و آرک      | [ ۷۷ ] [ ۷۸ ] |
| ۲۵=  | ۱۷۰۰ مارکت                              |       | ۱۳۱ (۴۳۰)       | ۳۲    | ۱۹۶۸ | خیابان مارکت، ۱۷۰۰              | بلندترین ساختمان کامل‌شده در دههٔ ۱۹۶۰ در فیلادلفیا |
| ۲۵=  | اوو در سیرا سنتر ساوث                   |       | ۱۳۱ (۴۳۰)       | ۳۳    | ۲۰۱۴ | خیابان چست‌نات، ۲۹۳۰             | [ ۸۱ ] [ ۸۲ ] [ ۸۳ ] |
| ۲۷   | ۱۸۳۵ مارکت استریت                       |       | ۱۳۰ (۴۲۵)       | ۲۹    | ۱۹۸۶ | خیابان مارکت، ۱۸۳۵              | نام ساختمان در سال ۲۰۰۳ از الون پن سنتر به نام کنونی تغییر یافت |
| ۲۸   | سنتر اسکوئر ۱                           |       | ۱۲۷ (۴۱۷)       | ۳۲    | ۱۹۷۳ | تقاطع خیابان‌های مارکت و پانزدهم | [ ۸۶ ] [ ۸۷ ] |
| ۲۹   | برج جفرسون                              |       | ۱۲۶ (۴۱۲)       | ۳۲    | ۱۹۸۴ | خیابان مارکت، ۱۱۰۱              | شناخته‌شده با نام‌های پیشین وان ریدینگ سنتر و برج آرامارک |
| ۳۰   | ساختمان ولز فارگو                       |       | ۱۲۳ (۴۰۵)       | ۲۹    | ۱۹۲۷ | خیابان برود جنوبی، ۱۲۳          | [ ۹۰ ] [ ۹۱ ] |
| ۳۱   | ۱۷۰۶ ریتن‌هاوس                           |       | ۱۲۲ (۴۰۱)       | ۳۳    | ۲۰۱۰ | میدان ریتن‌هاوس، ۱۷۰۶            | [ ۹۲ ] |
| ۳۲   | وان لوگان اسکوئر                        |       | ۱۲۲ (۴۰۰)       | ۳۱    | ۱۹۸۳ | خیابان هجدهم شمالی، ۱۳۰         | [ ۹۳ ] [ ۹۴ ] |

## بلندترین ساختمان‌های در دست ساخت
| نام                          | ارتفاع متر (فوت) | طبقات | سال (حدودی) | توضیحات                                                                                      |
| ---------------------------- | ---------------- | ----- | ----------- | -------------------------------------------------------------------------------------------- |
| لورل                         | ۱۸۴ (۶۰۴)        | ۵۰    | ۲۰۲۲        | ساختمان مسکونی لوکس در شماره ۱۹۱۱ خیالان والنات، میدان ریتن‌هاوس                              |
| آرتائوس                      | ۱۶۱ (۵۲۸)        | ۴۷    | ۲۰۲۲        | ساختمان مسکونی لوکس در تقاطع خیابان‌های برود و اسپرس، خیابان هنر                              |
| وان داک استریت               | ۱۱۴ (۳۷۴)        | ۳۱    | ۲۰۲۳        | برج مسکونی در سوسایتی هیل                                                                    |
| عمارت مراقبت‌های تخصصی جفرسون | ۱۱۱ (۳۶۴)        | ۲۳    | ۲۰۲۳        | تأسیسات پزشکی در تقاطع خیابان‌های یازدهم و چست‌نات، مرکز شهر                                   |
| ۳۰۲۵ جی‌اف‌کی بولوارد          | ۱۱۰ (۳۶۱)        | ۲۸    | ۲۰۲۳        | برج اداری و مسکونی با چند کاربری، شویل‌کیل یاردز                                              |
| ۱۶۲۰ سنسام استریت            | ۱۰۴ (۳۴۰)        | ۲۸    | ۲۰۲۳        | برج مسکونی در شمارهٔ ۱۶۲۰ خیابان سنسام، سنتر سیتی وست                                         |
| ۲۲۲۲ مارکت استریت            | ۸۶ (۲۸۲)         | ۲۰    | ۲۰۲۲        | ساختمان اداری در شمارهٔ ۲۲۲۲ خیابان مارکت، سنتر سیتی وست                                      |
| وان کثدرال استریت            | ۷۵ (۲۴۵)         | ۲۳    | ۲۰۲۴        | برج مسکونی در شمارهٔ ۲۲۲ خیابان هفدهم شمالی، بخشی از یک پروژهٔ بزرگ‌تر احداث مجموعه کلیسای جامع |
| ۱۲+سنسام                     | ۷۳ (۲۴۰)         | ۲۰    | ۲۰۲۳        | برج مسکونی در تقاطع خیابان‌های دوازدهم و سنسام، سنتر سیتی وست                                 |

## بلندترین ساختمان‌های تأییدشده یا پیشنهادی
این فهرست حاوی ساختمان‌هایی با ارتفاع ۱۲۲ متر (۴۰۰ فوت) یا بیشتر است که ساخت آن‌ها در فیلادلفیا تأیید شده یا پیشنهاد آن مطرح شده‌است. این فهرست به‌طور کلی بر پایهٔ وضعیت پیشنهاد در وبگاه شورای ساختمان‌های بلند و زیستگاه‌های شهری تا تاریخ ژانویهٔ ۲۰۲۰ تهیه شده‌است.
| نام                                 | ارتفاع* متر (فوت) | طبقات* | سال* (حدودی) | طرح پیشنهاد | توضیحات                                                                        |
| ----------------------------------- | ----------------- | ------ | ------------ | ----------- | ------------------------------------------------------------------------------ |
| برج ترانزیت ترمینال                 | ۳۶۶ (۱٬۲۰۰)       | ۸۵     | ۲۰۲۸         | ۲۰۱۶        | در صورت تأیید و احداث، بلندترین ساختمان در شهر خواهد بود                       |
| ۳۱۰۱ مارکت - شویل‌کیل یاردز          | ۳۳۴ (۱٬۰۹۵)       | ۷۰     | ۲۰۲۵         | ۲۰۱۶        | در صورت تأیید و احداث، سومین ساختمان بلند شهر خواهد بود                        |
| تو کثدرال اسکوئر                    | ۱۴۳ (۴۷۰)         | —      | —            | ۲۰۲۱        | تقاطع خیابان‌های هفدهم و واین؛ بخشی از یک پروژهٔ بزرگ‌تر احداث مجموعه کلیسای جامع |
| ۱۳۰۱ مارکت استریت                   | —                 | ۳۸     | ۲۰۲۰         | ۲۰۱۶        | ساختمان اداری                                                                  |
| ۳۰۰۱ جی‌اف‌کی بولوارد - شویل‌کیل یاردز | ۱۵۶ (۵۱۲)         | ۳۴     | —            | ۲۰۱۹        | ساختمان اداری                                                                  |
| ۲۱۰۰ مارکت استریت                   | ۱۵۲ (۵۰۰)         | ۳۹     | ۲۰۲۰         | ۲۰۱۵        | ساختمان مسکونی، اداری و تجاری                                                  |
| برج ملون ایندیپندنس سنتر            | ۱۳۱ (۴۲۹)         | ۳۰     | —            | ۲۰۱۴        | ساختمان مسکونی در تقاطع خیابان‌های هفتم و مارکت                                 |

* مدخل‌های جدول که در آن‌ها یک خط تیره (—) درج شده‌است، نشانگر این هستند که ارتفاع، شمار طبقات یا سال حدودی تکمیل فرآیند احداث ساختمان هنوز منتشر نشده‌است.

## پروژه‌های لغو شده
| نام               | ارتفاع متر (فوت) | طبقات | طرح پیشنهاد | دلیل لغو شدن                                   | توضیحات                                                                                      |
| ----------------- | ---------------- | ----- | ----------- | ---------------------------------------------- | -------------------------------------------------------------------------------------------- |
| امریکن کامرس سنتر | ۴۶۰ (۱٬۵۰۹)      | ۶۳    | ۲۰۰۷        | رکود بزرگ ۲۰۰۸؛ عدم جذب مستأجرهای سازمانی کافی | بنا بود که این ساختمان در شمارهٔ ۱۸۰۰ خیابان آرک، یعنی محل کنونی مرکز فن‌آوری کامکست احداث شود |

## جدول زمانی بلندترین ساختمان‌ها

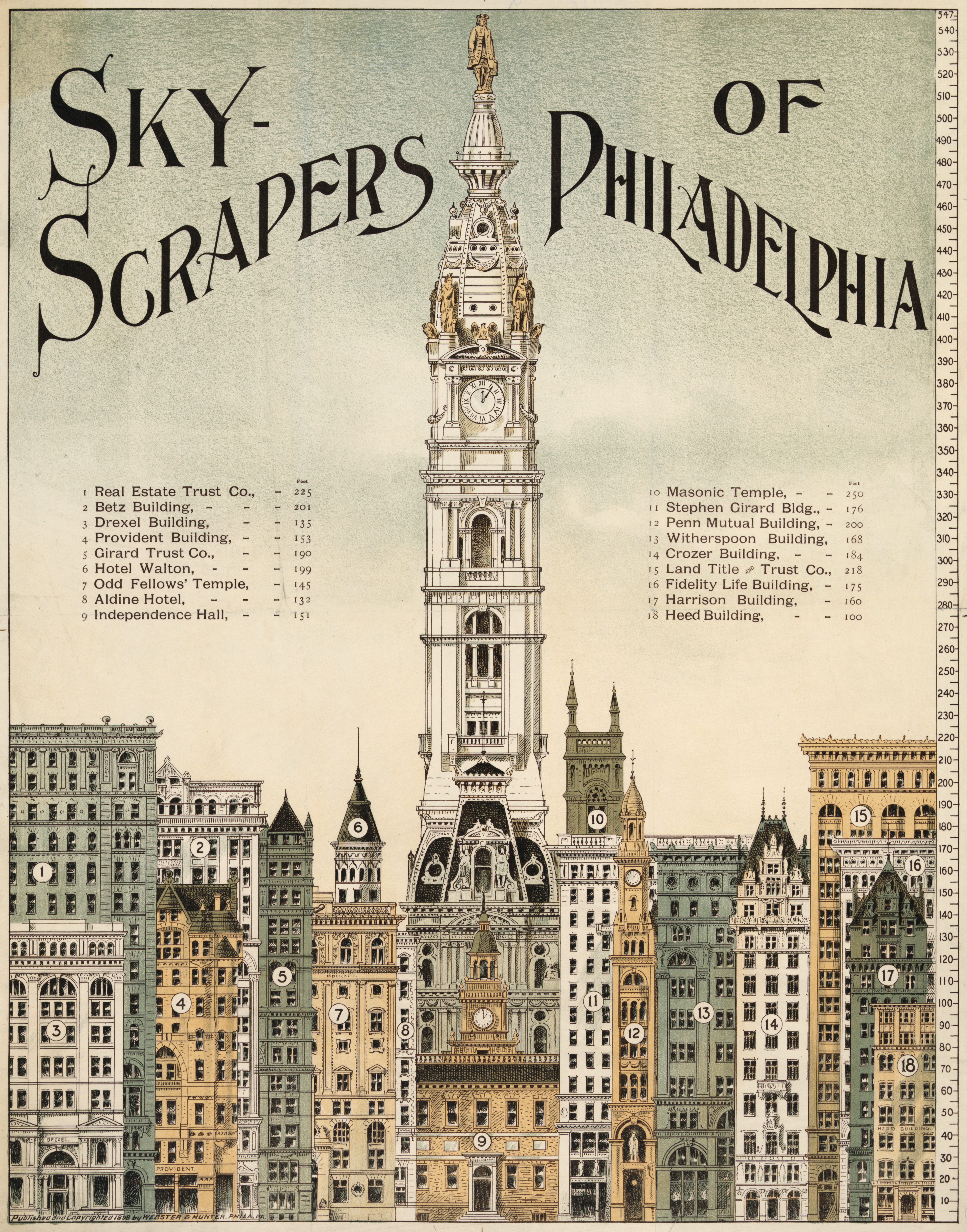
یک پوستر مربوط به سال ۱۸۹۸ از آسمان‌خراش‌ها در فیلادلفیا.

فیلادلفیا، نسبت به شهرهایی با خط افق قابل مقایسه با این شهر، دارای ساختمان‌های رکورددار کمتری بوده‌است. اگرچه که کلیساها، کلیساهای جامع و امثال آن‌ها از نظر فنی آسمان‌خراش محسوب نمی‌شوند، اما کلیسای کرایست پس از احداث ساختمان و منارهٔ بلند آن در سال ۱۷۵۴، برای ۱۰۲ سال جایگاه بلندترین ساختمان این ظهر را در اختیار خود داشت تا این که جای خود را به منارهٔ کلیسای دهم پرسبایتری (که اکنون دیگر موجود نیست) و این مناره نیز در سال ۱۸۹۴ جایگاه خود را تسلیم تالار شهر کرد. پس از آن، به تأثیر از یک «توافق شفاهی» مبنی بر عدم احداث ساختمانی مرتفع‌تر از تندیس ویلیام پن بر فراز تالار شهر، این ساختمان نیز برای مدت ۹۳ سال مرتفع‌ترین ساختمان شهر محسوب می‌شد؛ این ساختمان همچنین از سال ۱۸۹۴ تا زمان تکمیل ساختمان سینگر در نیویورک در سال ۱۹۰۸، رکورد بلندترین ساختمان قابل سکونت جهان را در اختیار خود داشت.
| نام                  | تصویر | نشانی                         | سال‌های رکورد | ارتفاع متر (فوت) | طبقات | معمار                       | منبع                  |
| -------------------- | ----- | ----------------------------- | ------------ | ---------------- | ----- | --------------------------- | --------------------- |
| تالار استقلال        |       | شمارهٔ ۵۲۰ خیابان چست‌نات       | ۱۷۴۸–۱۷۵۴    | ۴۱ (۱۳۴)         | ۲     | ادموند وولی و اندرو همیلتون |                       |
| کلیسای کرایست        |       | شمارهٔ ۲۰ خیابان نورث امریکن   | ۱۷۵۴–۱۸۵۶    | ۶۰ (۱۹۶)         | —     | رابرت اسمیت                 | [ ۱۰ ] [ ۱۱۴ ]        |
| کلیسای دهم پرسبایتری |       | تقاطع خیابان‌های هفدهم و اسپرس | ۱۸۵۶–۱۸۹۴    | ۷۶ (۲۵۰)         | —     | جان مک‌آرتور جونیور          | [ ۱۱۵ ]               |
| تالار شهر فیلادلفیا  |       | خیابان‌های برود و مارکت        | ۱۸۹۴–۱۹۸۷    | ۵۴۱ (۱۶۴٫۹)      | ۶۸    | جان مک‌آرتور جونیور          | [ ۱۲ ] [ ۴۸ ] [ ۱۱۶ ] |
| وان لیبرتی پلیس      |       | شمارهٔ ۱۶۵۰ خیابان مارکت       | ۱۹۸۷–۲۰۰۸    | ۲۸۸ (۹۴۵)        | ۶۱    | هلموت یاهن                  | [ ۷ ] [ ۱۱۷ ]         |
| کامکست سنتر          |       | شمارهٔ ۱۷۰۱ بلوار جان اف. کندی | ۲۰۰۸–۲۰۱۷    | ۲۹۷ (۹۷۴)        | ۵۷    | رابرت استرن                 | [ ۶ ] [ ۲۲ ]          |
| مرکز فن‌آوری کامکست   |       | شمارهٔ ۱۸۰۰ خیابان آرک         | ۲۰۱۷–اکنون   | ۳۴۲ (۱٬۱۲۱)      | ۶۰    | نورمن فاستر                 | [ ۱۹ ]                |